# 阿尔西德斯·吉贾
阿尔西德斯·吉贾（西班牙語：Alcides Ghiggia，1926年12月22日—2015年7月16日），為乌拉圭足球运动员，在1968年退役。

## 生涯
吉賈最為人所津津樂道的一役莫過於是1950年世界盃足球賽，在對戰主辦國巴西的決定性賽事時，最後在79分鐘時踢進致勝球，而烏拉圭也獲得了當屆世界杯冠軍，吉賈本人也入選賽事最佳陣容。
1957年，入籍義大利，於1957年至1959年期間為義大利上陣五次共射入一球。
2014年，受邀為巴西世界盃的抽籤嘉賓之一。
2015年7月16日，正好是1950年那場決賽65年後的同一天，吉賈因病在家鄉的一家私人醫院去世，他也是當天決賽中兩隊上場的所有球員裡最晚過世的人。

## 外部連結
- FIFA 官方資料 （页面存档备份，存于）